# الكسندر ثارود
الكسندر ثارود (بالفرنسية: Alexandre Tharaud)‏ (و. 1968 – م) هو عازف بيانو من فرنسا. ولد في باريس.

## وصلات خارجية
- الكسندر ثارود على موقع IMDb (الإنجليزية)
- الكسندر ثارود على موقع ألو سيني (الفرنسية)
- الكسندر ثارود على موقع ميوزك برينز (الإنجليزية)
- الكسندر ثارود على موقع أول موفي (الإنجليزية)
- الكسندر ثارود على موقع قاعدة بيانات الأفلام السويدية (السويدية)
- الكسندر ثارود على موقع أول ميوزيك (الإنجليزية)
- الكسندر ثارود على موقع ديسكوغز (الإنجليزية)
- الكسندر ثارود على موقع قاعدة بيانات الفيلم (الإنجليزية)
- الكسندر ثارود على موقع كينوبويسك (الروسية)